# Lost (Secondhand Serenade)
Lost è un singolo di Secondhand Serenade, pubblicato il 29 settembre 2017 dalla Glassnote Records.

## Descrizione
Si tratta di una nuova versione del brano acustico bonus presente nell'edizione rimasterizzata del suo album di debutto, Awake, pubblicata nel febbraio 2017, ed è il primo singolo dell'artista pubblicato con la Glassnote Records dopo Something More del 2010.
Un lyric video ufficiale è stato pubblicato su YouTube il 28 settembre 2017.

## Tracce
Testi e musiche di John Vesely.
1. Lost – 3:18

## Classifiche
| Classifica (2017)       | Posizione massima |
| ----------------------- | ----------------- |
| Stati Uniti (adult pop) | 30                |